# Misteri d'Elx
El Misteri d'Elx (també anomenat localment la Festa d'Elx) és una obra teatral que representa la Mort, Assumpció i Coronació de la Mare de Déu i que se celebra a Elx des de finals de l'edat mitjana. És l'únic drama de tècnica medieval que s'ha representat ininterrompudament des de fa més de cinc-cents anys i que, per aquest motiu, va ser declarat Patrimoni Cultural Immaterial de la Humanitat per la UNESCO en el 2001.
L'obra es divideix en dos actes o jornades i s'escenifica cada 14 i 15 d'agost en l'interior de la Basílica de Santa Maria, en la ciutat il·licitana. Encara que les investigacions sobre el text, la llengua, la música i l'escenografiua en situen l'origen a finals de l'edat, la tradició local relaciona la representació amb la troballa miraculosa de la imatge de la Mare de Déu, patrona de la ciutat, a la platja del Tamarit, a la propera localitat costanera de Santa Pola, el 29 de desembre de 1370. Amb anterioritat a aquesta creença, se'n vinculava la creació amb la conquesta de l'Elx musulmà per part de Jaume I el 1265.
A pesar que a la Corona d'Aragó, i especialment als territoris de parla catalana, estigueren molt estesos els drames religiosos de temàtica diversa (no debades, Tarragona, València i Castelló també celebraven l'Assumpció amb drames de tècnica medieval), es tracta de l'única obra d'aquestes característiques que ha pervingut fins a l'actualitat. Açò ha sigut gràcies que el poble d'Elx l'ha convertit en l'element identitari més important fins al punt que el 1609 el Consell municipal va decidir fer-se'n càrrec de l'organització, ja que la Confraria que l'havia posada en escena des dels inicis no podia costejar-ne les despeses. Als problemes econòmics es va sumar la prohibició de representar obres teatrals a l'interior de les esglésies que va emanar de les directrius del Concili de Trento. En aquest sentit, el papa Urbà VIII va concedir el 1632, a través d'un rescripte pontifici expedit per la Cambra Apostòlica, el permís per a continuar amb aquesta representació a perpetuïtat, fet que desbaratava els intents de prohibició per part del bisbat d'Oriola.
El text del Misteri, llevat d'alguns versos en llatí, es troba íntegrament escrit en català; i la música és un mosaic d'estils de diverses èpoques que inclouen contrafacta d'himnes litúrgics medievals i motets d'estil renaixentista.
Entre els reconeixements que ha rebut el Misteri d'Elx, a banda del de la UNESCO, trobem el de Monument Nacional pel govern de la Segona República Espanyola, el 1931; el de "Festa d'Interés Turístic Internacional" pel ministeri d'Informació i Turisme, el 1980; la Creu de Sant Jordi de la Generalitat de Catalunya; així com la Corbata de l'Ordre d'Alfons X el Savi del Ministeri d'Educació i Ciència, el 1988; i la "Corbata de l'Ordre d'Isabel la Catòlica" del Ministeri d'Afers exteriors, el 1990, etc.

## Obra
El suport que ha transmés el text fins a l'actualitat és conegut com a consueta, llibre que servia de guia per al mestre de capella, i era substituït per còpies successives. El text de la consueta del Misteri d'Elx més antiga que es coneix és de 1625. La consueta més antiga actualment conservada és de 1709.

### Jornada Primera
També anomenada "La Vespra", té lloc el 14 d'agost. Comença amb Maria, Maria Salomé, Maria Jacobé i sis àngels presentant-se a la porta de la Basílica. Sona l'orgue de l'església. L'Arxipreste i els Cavallers Electes recorren l'andador cap a l'escenari cadafal i la Maria entona un cant de desig, dirigint-se al seguici que l'acompanya. Aquests, al seu torn, li declaren la seua lleialtat. Ella, llavors, s'agenolla i mostra la seua intenció de reunir-se amb el seu Fill. Després puja, acompanyada pel seu seguici, cap al cadafal, alhora que va evocant, en una mena de Viacrucis, la Passió de Crist.
Una volta al cadafal, s'enfila dalt del llit i s'hi agenolla mentre les dues Maries i els àngels l'acompanyen drets al seu costat. La Mare de Déu torna a expressar la voluntat de reunir-se amb el seu Fill, i tot d'una, s'obrin les portes del cel per on davalla el núvol o "magrana", aparell esfèric que s'obre en vuit gallons en el seu descens, a l'interior del qual un àngel entona un cant de salutació a la Mare de Déu, anunciant-li que el seu Fill li concedeix el seu desig. L'àngel s'acosta a Maria i li lliura una palma. Ella la pren i fa saber la seua voluntat que els apòstols l'acompanyen en el moment de la mort. L'àngel torna a pujar al cel garantint l'anhel de la Mare.
Sant Joan, vestit de blanc, apareix al peu de la rampa que condueix al cadafal, duent a la mà l'Evangeli. Una vegada dalt, Maria li fa saber la seua mort imminent, al mateix temps que li lliura a Sant Joan la palma que li va portar l'àngel. Joan l'agafa i entona un cant de tristesa.
Pujant cap al cadafal, l'apòstol Sant Pere, que porta les claus del cel, es mostra sorprés pels esdeveniments. Arribat al llit de Maria, la saluda entonant un cant mentre sis apòstols més pugen per la rampa. En aqueix moment, tres apòstols (que entren a l'església per tres portes diferents) se saluden a l'andador i canten sorpresos per aquesta coincidència el cèlebre Ternari. Més tard, pugen al cadafal i, ja junts, tots els apòstols (llevat de Sant Tomàs) entonen una Salve a la Mare de Déu.
Finalitzat el cant, Sant Pere es dirigeix a Maria i li pregunta sobre el misteri d'aquesta congregació. El seguici de la Mare es reuneix entorn de Maria i, aquesta demana als seus fills que l'enterren a la Vall de Josafat. Amb les últimes notes, la Mare de Déu cau morta en el jaç i els apòstols, amb espelmes enceses, entonen un cant funeral.
Les portes del cel s'obren i cinc àngels (araceli) davallen cantant a la Mare de Déu. Una vegada avall, prenen possessió de l'ànima de Maria, alhora que tornen a pujar entonant els mateixos càntics del començament. L'arxipreste de Santa Maria i els Cavallers electes pugen al cadafal i besen els peus de la imatge que representa el cos difunt de la Mare de Déu. Els segueixen les dues Maries, els àngels i els apòstols. Després, Sant Joan, col·loca sobre Maria el ram daurat. D'aquesta manera es clou la primera jornada.

### Jornada Segona
També anomenada Festa, té lloc l'endemà, el 15 d'agost. Comença amb l'Arxipreste i els Cavallers electes pujant per l'andador i besant els peus de la Mare de Déu. Els segueixen els apòstols que es van situant al seu voltant del llit fúnebre. Maria Salomé, Maria Jacobé i el seguici d'àngels esperen a l'inici del corredor. Tres apòstols canten convidant el seguici a unir-se al sepeli. Quatre d'ells baixen per la rampa i, contestant-se mútuament, el seguici i els apòstols retornen junts al cadafal.
Sant Pere recull la palma que descansa sobre el cos de la Mare de Déu i, dirigint-se a Sant Joan, li'n fa lliurament, demanant-li que el duga. Aquest accepta i, tot seguit, tots els deixebles, agenollats davant del cos de la Mare, inicien un cant preparant així el seu soterrament.
Finalitzat, tornen a alçar-se entonant aquesta vegada el salm In exitu Israel d'Egipto, propi de la litúrgia d'exèquies. De cop i volta, intrigats pels cants, un grup de jueus apareix en escena a l'inici del corredor. Dos d'ells pugen cap al cadafal descobrint als apòstols al voltant de la Mare. Tornen cap avall i fan saber als altres el motiu de la intriga. Aquests, alterats, decideixen atacar el grup de deixebles amb la finalitat d'endur-se el cos sense vida de Maria i destruir-lo més tard.
El Gran Rabí, que forma part del grup, interromp amenaçador el salm que els apòstols seguien entonant. Els jueus, llavors, avancen per l'andador i comencen a pujar cap al cadafal. Sant Joan i Sant Pere intenten impedir el sacrilegi enfrontant-se al malintencionat grup. Però aquests, més nombrosos, aconsegueixen arribar dalt i acostar-se al cos de Maria. Un d'ells, tractant d'agafar-lo, veu com les seues pròpies mans es paralitzen, com per miracle. Els altres, testimonis d'aquest miracle, cauen de genolls aclaparats i penedits. Canten, llavors, suplicant a Déu la seua ajuda.
Els deixebles, compadint-se d'ells, els demanen que tinguen fe en la virginitat de Maria. El grup de jueus, agenollats encara, supliquen als apòstols ser batejats, cantant i reconeixent a Maria com la Mare del Fill de Déu. Sant Pere els bateja. Els jueus es mostren joiosos i comencen a cantar donant gràcies a la Mare de Déu. Un d'ells, amb una creu alçada, inicia la processó que culminarà amb el soterrament de Maria.
L'orgue de l'església sona en aqueix moment i les portes del cel s'obrin. L'araceli torna a baixar, portant l'ànima de la Mare de Déu i el cant dels àngels inunda la basílica prometent la resurrecció de Maria. Els Cavallers electes ixen fins a la porta de l'església per recollir l'apòstol Sant Tomàs (que, segons la tradició, tornava de l'Índia, on havia estat enviat a predicar). Aquest, desconsolat per no haver pogut assistir al sepeli, comença a entonar un cant implorant perdó a l'Assumpta.
El cel, llavors, es torna a obrir i Déu Pare, acompanyat de la Santíssima Trinitat, comença a baixar. Porta a les mans una corona daurada, la deixa caure amb una corda i es posa suaument sobre el cap de Maria. Una pluja vinguda del cel cobreix d'or l'escena, les campanes del temple repiquen i una traca de coets es llança mentre espectadors i actors culminen la representació cridant "Visca la Mare de Déu!".
La Santíssima Trinitat i l'araceli han pujat al cel. I els apòstols, al costat dels jueus, entonen finalment el Gloria Patri.

## Museu i Casa de la Festa
El Museu de la Festa naix amb la vocació d'atrapar en l'espai i en el temps part de la màgia que envolta la Festa per tal de fer-la conèixer als qui ens visiten al llarg de l'any. Disposa de dues sales: l'una estàtica, on es mostra la posada en escena, i l'altra més dinàmica, on les noves tecnologies fan reviure l'emotivitat que rodeja aquesta representació extraordinària.
Al costat del museu es troba la Casa de la Festa, epicentre fester, on es poden adquirir les entrades per al Misteri, tant per a les representacions oficials del 14 i 15 d'agost com per a les funcions extraordinàries prèvies que es realitzen els dies 11, 12 i 13.
D'aquesta manera, Elx és una de les poques ciutats que compta amb un equipament cultural d'aquesta tipologia, com també poden visitar-se a Algemesí -la Casa de la Festa dedicada a les Festes de la Mare de Déu de la Salut-, Morella -a les Sexennals-, Vilafranca del Penedès -dedicada a la Festa Major de Sant Fèlix- i Tarragona -dedicada a les Festes de Santa Tecla-. També s'està preparant un equipament similar a Vilanova i la Geltrú.